# Parafia św. Stanisława Biskupa Męczennika i św. Barbary Męczennicy w Szyku
Parafia św. Stanisława Biskupa Męczennika i św. Barbary Męczennicy w Szyku – parafia rzymskokatolicka, należąca do dekanatu Tymbark w diecezji Tarnowskiej. Znajduje się pod opieką księży diecezjalnych.
Odpust parafialny obchodzony jest w niedzielę po 4 grudnia. Od 2007 proboszczem parafii jest ks. Grzegorz Ochał.
Funkcję kościoła parafialnego spełnia zabytkowy drewniany kościół pw. św. Stanisława i św. Barbary.

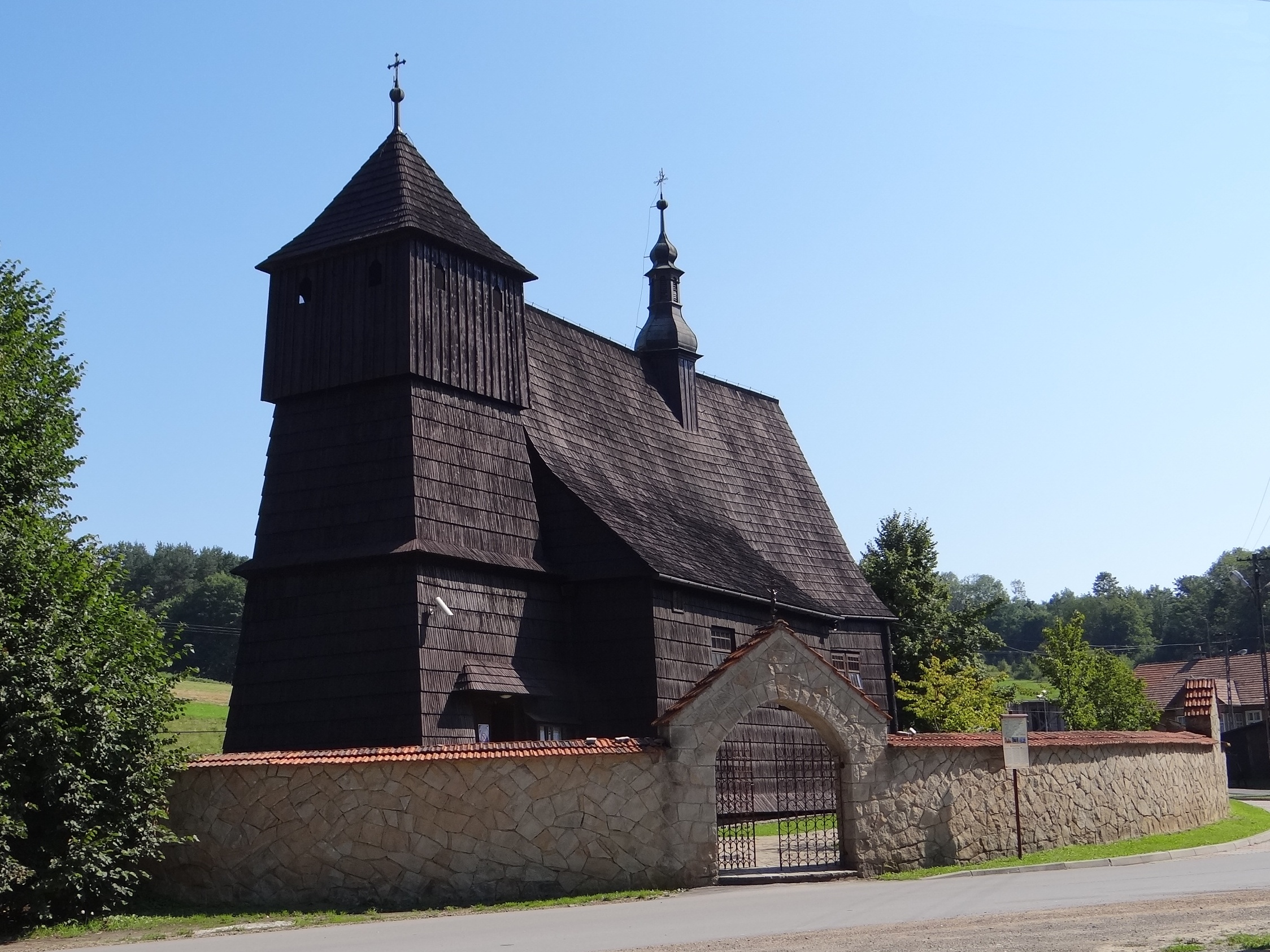
Kościół w Szyku